# Jerónimo de Sosa

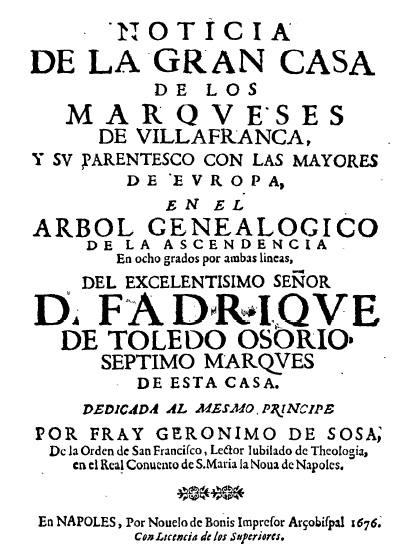
“Noticia de la gran Casa de los Marqueses de Villafranca”, publicado por Jerónimo de Sosa, em 1676.

Jerónimo de Sosa foi um frade franciscano e famoso genealogista espanhol do século XVII, que institucionalizou um sistema de numeração dos antepassados nas genealogias ascendentes. 
Frei Jerónimo de Sosa foi leitor de Teologia no real convento de Santa Maria a Nova de Nápoles. Em 1676, na sua obra genealógica “Noticia de la gran Casa de los Marqueses de Villafranca”, utilizou um sistema de numeração dos antepassados, que fora usado pela primeira vez por um nobre austríaco, Michel Eyzinger, em 1590. 
Este método foi recuperado, em 1898, pelo genealogista alemão Stephan Kekulé von Stradonitz, que o popularizou, e é hoje conhecido como sistema de numeração de Sosa-Stradonitz. 